# Gallieniella mygaloides
Espèce
Gallieniella mygaloides est une espèce d'araignées aranéomorphes de la famille des Gallieniellidae.

## Distribution
Cette espèce est endémique de Madagascar.

## Description
Le mâle décrit par Platnick en 1984 mesure 4,37 mm et la femelle 5,11 mm.

## Publication originale
- Millot, 1947 : Une araignée malgache énigmatique, Gallieniella mygaloides n. g., n. sp. Bulletin du Muséum national d'Histoire naturelle, Paris, sér. 2, vol. 19, p. 158-160.